# AI–26

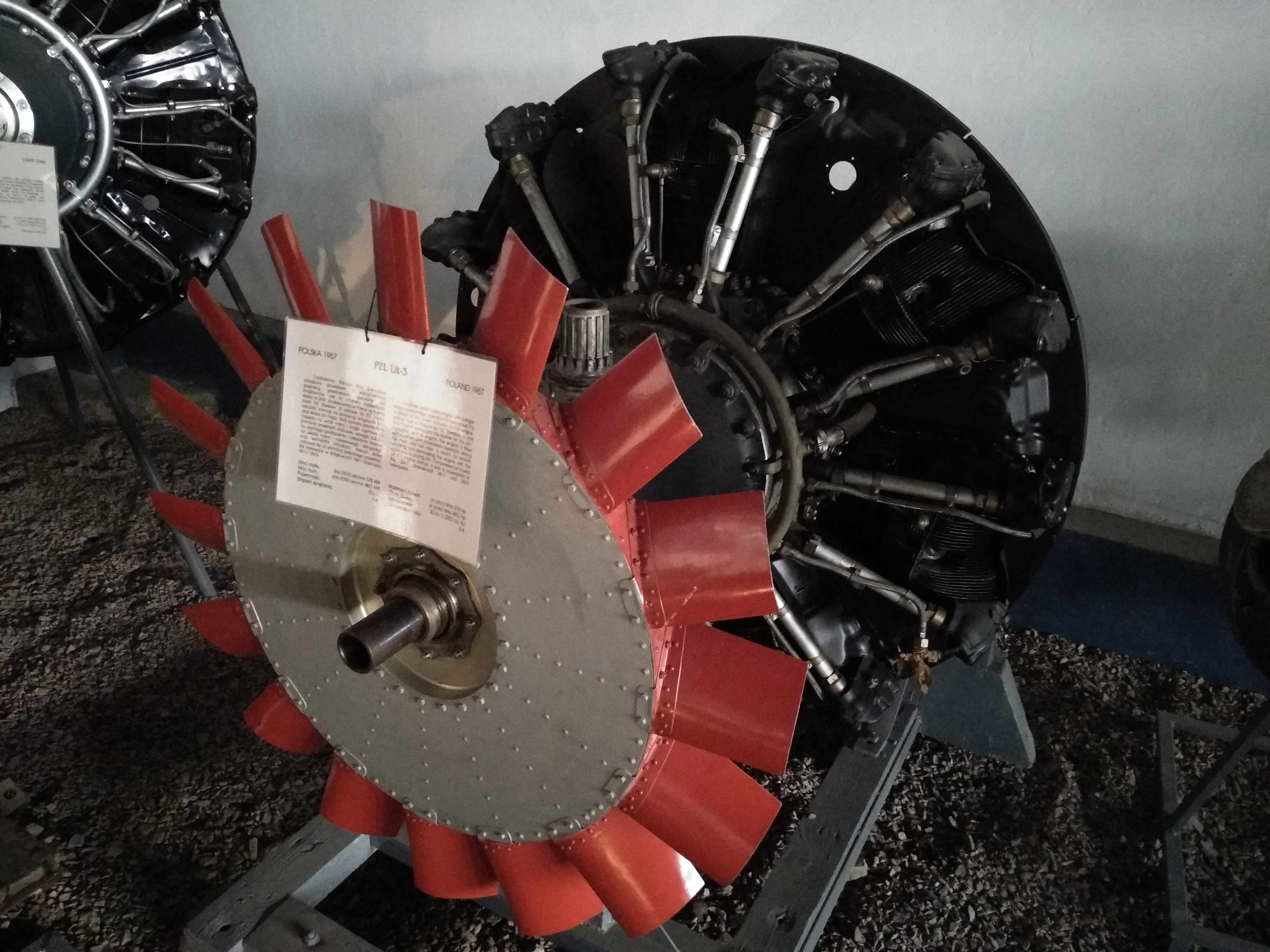
Lengyel LiT–3 licencváltozat a Lengyel Repülési Múzeumban. A képen jól látható a helikopteres alkalmazáshoz szükséges ventilátor

Az AI–26 (oroszul: АИ–26) szovjet gyártmányú, héthengeres, léghűtéses csillagmotor az 1940-es évek második feléből. Alekszandr Ivcsenko vezetésével tervezték és 1946-től folyt a sorozatgyártása a Zaporizzsjai Motorgyárban. Ez volt az első, kifejezetten helikopterek számára készített repülőgépmotor a Szovjetunióban. Legnagyobb mennyiségben a Mi–1 helikopteren alkalmazták. Licenc alapján Lengyelországban is gyártották.

## Története
A motort Alekszandr Ivcsenko tervezte 1945-ben. Ez volt a Zaporizzsjai Motorgyár (478. sz. üzem) mellett 1945. május 5-én létrehozott kísérleti tervezőiroda első, saját fejlesztésű motorja. Az 500 LE-s, héthengeres csillagmotor típusjelzése kezdetben M–26 volt. Később a típusjelzést a szovjet szokásoknak megfelelően a főkonstruktőr neve után AI–26GR-re módosították. A típusjelben a G betű a helikopterre (gelikopternij), az R betű a reduktorra (reduktornij) utal. A motor alapvetően a kétkoszorús AS–82 felének tekinthető AS–21-en alapul, annak konstrukciós megoldásait követi, emellett a gyártás egyszerűsítése érdekében több alkatrészt felhasználtak az AI–26-nál. A fékpadi próbák 1945. július 26-án kezdődtek el, akkor még a helikopteres üzemhez szükséges kiegészítő berendezések nélkül (ventilátor, reduktor, tengelykacsoló). Még ugyanabban a hónapban elkezdődtek a repülőgépes tesztek is egy Ju 52/3m fedélzetén. 1946 októberében-novemberében a motor átesett a hatósági próbákon. Ezt követően a motort ellátták a helikopteres alkalmazáshoz szükséges berendezésekkel. Az első ilyen példány 1946 májusában készült el. Októberig hat ilyen motor készült. Ezekkel a Bratuhin G–4-es helikopteren végeztek próbákat. 1947 végén született döntés a motor sorozatgyártásáról a Zaporizsjai Motorgyárban. Az első években csak kis mennyiségben készült, a nagyobb volumenű gyártás 1952-ben indult el.
1947–1949 között készítették el a növelt teljesítményű változatait, az 550 LE-s AI–26GRF és az 575 LE-s AI–26GRFL változatokat. Ezeket a motorokat alkalmazták a korai szovjet helikoptereknél, így a Bratuhin G–4, B–5, B–9, B–10 és B–11-es helikopteren, valamint a Jak–100-as helikopternél.
1948-bankészült el az 575 LE-s AI–26V változat, amelyet kifejezetten az 1950-es évek elején kifejlesztett Mi–1 helikopterhez szántak.
Lengyelországban 1963–1968 között licenc alapján gyártotta WSK PZL-Rzeszów LiT–3 jelzéssel. Ezt a 600 LE maximális teljesítményű licencváltozatot a Lengyelországban SM–1 jelzéssel gyártott Mi–1-es helikopteren, valamint ennek továbbfejlesztett változatánál, az SM–2-nél alkalmazták. Később a motor PZL–3S változatát merevszárnyú repülőgépek számára készítették Lengyelországban. A PZL–3S-t építették a PZL–106 Kruk mezőgazdasági repülőgépbe és az Air Tractor AT–400-ba is. A PZL–3S-nek később gyártották a reduktoros változatát is PZL–3SR típusjelzéssel.
Sorozatgyártása 1947-től az 1970-ig folyt. Több mint négyezer darabot gyártottak belőle.

## Típusváltozatok
- AI–26GR – 500 LE-s alapváltozat helikopterek számára
- AI–26GRF – növelt teljesítményű, 550 LE-s változat helikopterekhez
- AI–26GRFL – 575 LE-s változat
- AI–26V – a Mi–1 helikopterhez gyártott 575 LE-s változat
- LiT–3 – az AI–26V lengyel licencváltozata
- PZL–3S – reduktor nélküli lengyel változat merevszárnyú repülőgépekhez
- PZL–3SR – a PZL–3S reduktoros változata

## Műszaki adatok (AI–26GR)
- Hengerek száma: 7
- Hengerátmérő: 155,5 mm
- Löket: 155 mm
- Hengerűrtartalom: 20,605 l
- Kompresszióviszony: 6,4
- Száraz tömeg: 395 kg
- Maximális teljesítmény: 500 LE